# Se telefonando
«Se telefonando» (с итал. — «Если бы позвонив») — песня, записанная итальянской певицей Миной в 1966 году.

## О песне
Музыка была написана Эннио Морриконе, а текст песни — Гигой Де Кьярой и Маурицио Костанцо. Изначально она была написана как открывающая заставка воскресной утренней телевизионной программы Aria condizionata, однако позже Мина перезаписала песню с изменённым текстом. Мина представила песню впервые на телевидении во время шестнадцатого эпизода на шоу Studio Uno от 28 мая 1966 года.
Позднее трек попал в альбом Мины Studio Uno 66.
В конце 1966 года Мина записала английскую версию песни в англоязычных странах.
В опросе читателей, проведенном газетой La Repubblica в честь 70-летия Мины в 2010 году, 30 000 человек назвали «Se telefonando» лучшей песней из всех, что когда-либо были записаны ею.

## Чарты
| Чарт (1966)              | Высшая позиция |
| ------------------------ | -------------- |
| Италия (Musica e dischi) | 11             |

## Сертификации и продажи
| Регион                                                       | Сертификация | Продажи |
| ------------------------------------------------------------ | ------------ | ------- |
| Италия (FIMI)                                                | Платиновый   | 70 000* |
| * Данные о продажах приведены только на основе сертификации. |              |         |

## Кавер-версии
В течение последующих десятилетий, песня была перепета несколькими артистами в Италии и за рубежом. Одной из самых популярных версий является версия Франсуазы Арди на французском языке под названием «Je changerais d’avis». Также песню исполняли Ива Дзаникки (1966), Ориетта Берти (2003), Клаудио Бальони, Нил Хэннон (2008), Этта Сколло (2011).
В феврале 2015 года итальянский певец Нек, исполнив «Se telefonando», получил награду за лучшую кавер-версию во время музыкального фестиваля Сан-Ремо. Версия песни Нека разошлась тиражом более 50 000 копий в Италии.